# Opisthograptis niko
Opisthograptis niko är en fjärilsart som beskrevs av Hugo Theodor Christoph 1893. Opisthograptis niko ingår i släktet Opisthograptis och familjen mätare. Inga underarter finns listade i Catalogue of Life.